# 帕赖勒弗雷西勒
帕赖勒弗雷西勒（法語：Paray-le-Frésil，法語發音：[paʁɛ lə fʁezil]）是法国阿列省的一个市镇，位于该省东部偏北，属于穆兰区。

## 地理
帕赖勒弗雷西勒（46°39'21"N, 3°36'40"E）面积37.3 平方千米，位于法国奥弗涅-罗讷-阿尔卑斯大区阿列省，该省份为法国中部省份，北起涅夫勒省、西北接谢尔省，西南至克勒兹省，南至多姆山省，东南临卢瓦尔省，东临索恩-卢瓦尔省。
与帕赖勒弗雷西勒接壤的市镇（或旧市镇、城区）包括：博隆、拉沙佩勒欧沙斯、舍瓦涅、卢瓦尔河畔加奈、昂日耶夫尔河畔加尔纳、圣马丹德莱。

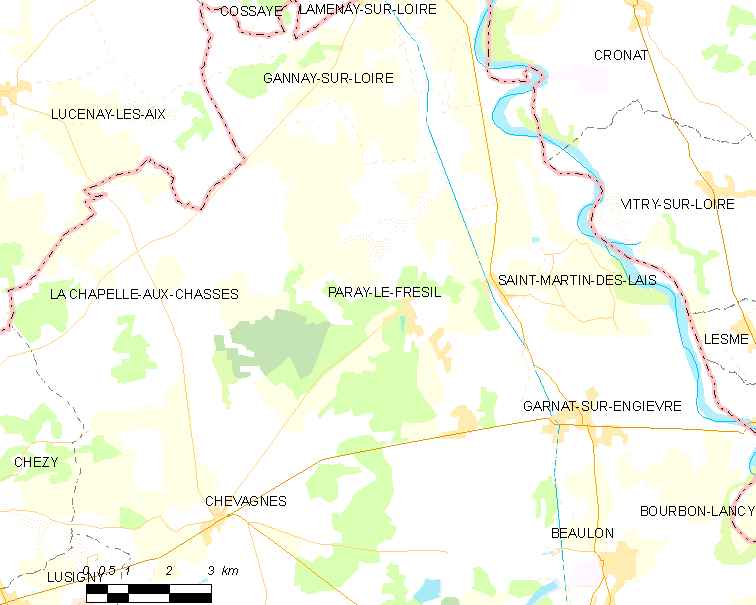
帕赖勒弗雷西勒的OSM定位图

帕赖勒弗雷西勒的时区为UTC+01:00、UTC+02:00（夏令时）。

## 行政
帕赖勒弗雷西勒的邮政编码为03230，INSEE市镇编码为03203。

## 政治
帕赖勒弗雷西勒所属的省级选区为贝布尔河畔栋皮埃尔县。

## 人口

1962-2008年间帕赖勒弗雷西勒人口变化图示

帕赖勒弗雷西勒于2022年1月1日时的人口数量为379人。